# Corning (Iowa)
Corning es una ciudad ubicada en el condado de Adams en el estado estadounidense de Iowa. En el año 2010 tenía una población de 1.639 habitantes y una densidad poblacional de 397,81 personas por km².

## Geografía
Según la Oficina del Censo de los Estados Unidos, la localidad tiene un área total de 4,11 km², de los cuales 4,1 km² corresponden a tierra firme y el restante 0,01 km² a agua, que representa el 0,24% de la superficie total de la localidad.

## Demografía
Según el censo de 2010, había 1635 personas residiendo en la localidad. La densidad de población era de 397,81 hab./km². Había 849 viviendas con una densidad media de 206,57 viviendas/km². El 98,17% de los habitantes eran blancos, el 0,12% afroamericanos, el 0,18% amerindios, el 0,92% asiáticos y el 0,61% pertenecía a dos o más razas. El 0,8% de la población eran hispanos o latinos de cualquier raza.
Según la Oficina del Censo en 2000 los ingresos medios por hogar en la localidad eran de $28,977 y los ingresos medios por familia eran $45,227. Los hombres tenían unos ingresos medios de $26,667 frente a los $19,569 para las mujeres. La renta per cápita para la localidad era de $15,836. Alrededor del 7.5% de la población estaban por debajo del umbral de pobreza.